# Parijs-Corrèze
Parijs–Corrèze was een meerdaagse wielerwedstrijd tussen Contres in het departement Loir-et-Cher en een steeds wisselende stad in het departement Corrèze in de regio Limousin in Frankrijk.
De wedstrijd is in 2001 tot stand gekomen onder impuls van Tourwinnaar Laurent Fignon en werd in augustus verreden.
Hij behoorde tot de UCI Europe Tour in de categorie 2.1. In juli 2013 werd bekend dat Parijs-Corrèze niet zou doorgaan om financiële redenen; sindsdien is de koers niet meer georganiseerd.

## Lijst van winnaars

### Overwinningen per land
| Overwinningen | Land                     |
| ------------- | ------------------------ |
| 5             | Frankrijk                |
| 2             | Noorwegen, Spanje        |
| 1             | Australië, België, Japan |